# El Pueyo de Araguás
El Pueyo de Araguás är en ort i Spanien.   Den ligger i provinsen Provincia de Huesca och regionen Aragonien, i den nordöstra delen av landet, 400 km nordost om huvudstaden Madrid. El Pueyo de Araguás ligger 676 meter över havet och antalet invånare är 157.
Terrängen runt El Pueyo de Araguás är kuperad åt sydväst, men åt nordost är den bergig.Runt El Pueyo de Araguás är det mycket glesbefolkat, med 2 invånare per kvadratkilometer. Närmaste större samhälle är Aínsa, 3,4 km sydväst om El Pueyo de Araguás. I omgivningarna runt El Pueyo de Araguás växer i huvudsak barrskog.